# Municipio de Bloomfield (condado de Logan)
El municipio de Bloomfield (en inglés: Bloomfield Township) es un municipio ubicado en el condado de Logan en el estado estadounidense de Ohio. En el año 2010 tenía una población de 430 habitantes y una densidad poblacional de 7,27 personas por km².

## Geografía
El municipio de Bloomfield se encuentra ubicado en las coordenadas 40°24′39″N 83°58′3″O / 40.41083, -83.96750. Según la Oficina del Censo de los Estados Unidos, el municipio tiene una superficie total de 59,12 km², de la cual 59,08 km² corresponden a tierra firme y (0,07%) 0,04 km² es agua.

## Demografía
Según el censo de 2010, había 430 personas residiendo en el municipio de Bloomfield. La densidad de población era de 7,27 hab./km². De los 430 habitantes, el municipio de Bloomfield estaba compuesto por el 97,21% blancos, el 0,23% eran negros, el 0,47% eran asiáticos, el 0,47% eran isleños del Pacífico y el 1,63% pertenecían a dos o más razas. Del total de la población el 0,7% eran hispanos o latinos de cualquier raza.